# Fool Again
Fool Again – piąty singel irlandzkiego zespołu Westlife z debiutanckiego albumu Westlife. Piosenka stała się piątym singlem boysbandu, który został numerem jeden w Wielkiej Brytanii.

## Lista utworów
1. "Fool Again" (2000 Remix)
2. "Tunnel of Love"
3. "Fool Again" (Enhanced Section)

## Teledysk
Teledysk do singla został nakręcony w Meksyku, w tym takich miejscach jak El Zocalo i Ciudad Satelite.

## Pozycje na listach
| Lista                  | Najwyższa pozycja | Certyfikat |
| ---------------------- | ----------------- | ---------- |
| Belgia (Flandria)      | 38                |            |
| Niemcy Singles Chart   | 80                |            |
| Irlandia               | 2                 |            |
| Holandia               | 23                |            |
| Szwecja                | 5                 | Złoto      |
| Szwajcaria             | 39                |            |
| UK Singles Chart       | 1                 |            |
| UK Radio Airplay Chart | 8                 |            |